# Karlo VII., car Svetog Rimskog Carstva
Karlo VII. Albert (6. kolovoza 1697. – 20. siječnja 1745.), izborni knez Bavarske (1726. – 1745.), češki protukralj (1741. – 1743.) iz dinastije Wittelsbach.
Vladar Bavarske postaje 1726. godine nakon smrti oca Maksimilijana II. Emanuela. Poslije smrti Karla VI. njemački plemići odbijaju priznati njegovog zeta Franju I. Stjepana za cara i umjesto njega krune Karla VII. 
U trenutku smrti 20. siječnja 1745. nasljeđuje ga sin Maksimilijan II. koji odbija carsku krunu i zadovoljava se samo Bavarskom prepuštajući tako nasljedstvo Njemačke Franji I. Stjepanu.
| Prethodnik: | Car Svetog Rimskog Carstva | Nasljednik: |
| Karlo VI.   | Car Svetog Rimskog Carstva | Franjo I.   |